# Call of the Mastodon
Call of the Mastodon ist ein Kompilationsalbum der US-amerikanischen Progressive-Metal-/Sludge-Band Mastodon. Das Album wurde am 7. Februar 2006 durch Relapse Records veröffentlicht.

## Entstehung
Nachdem die Band von Relapse Records zum Major-Label Reprise Records gewechselt war, veröffentlichte ihr altes Label Relapse Records Anfang 2006 eine Zusammenstellung von frühen Aufnahmen der Band. Sämtliche Titel wurden erstmals im Jahre 2000 unter dem Titel 9 Song Demo veröffentlicht. Als Sänger fungierte damals noch der später ausgestiegene Eric Saner. Ein Jahr später veröffentlichte die Band zunächst die Single Slick Leg, gefolgt von der EP Lifesblood. Beide Veröffentlichungen enthalten mit Ausnahme des Liedes Call of the Mastodon die Lieder des Demos. Der Gesang auf beiden Veröffentlichungen wurde vom Gitarristen Brent Hinds und dem Schlagzeuger Brann Dailor übernommen. Produziert wurden die Single und die EP von Matt Washburn.
Für die Kompilation Call of the Mastodon wurden die Lieder von Matt Washburn neu abgemischt und gemastert. Als Bonus enthält das Album das Titellied Call of the Mastodon, das bislang unveröffentlicht war. Die japanische Version des Albums enthält darüber hinaus noch eine Liveaufnahme des Liedes Where Strides the Behemoth, ein Lied des Debütalbums Remission. Im Jahre 2014 veröffentlichte Relapse das Album neu als limitierte Vinyledition.

## Titelliste
| 1. Shadows that Move – 3:36 2. Welcoming War – 2:47 3. Thank You for This – 1:39 4. We Built This Come Death – 2:06 5. Hail to Fire – 2:00 | 1. Battle at Sea – 4:14 2. Deep Sea Creature – 4:40 3. Slickleg – 3:31 4. Call of the Mastodon – 3:39 |

## Rezeption
Wolf-Rüdiger Mühlmann vom deutschen Magazin Rock Hard bezeichnete die Lieder als „Bomben“, die „überwiegend brutaler, abgefahrener und hasserfüllter als das vorzügliche 2004er Album Leviathan explodieren“. Er bezeichnete die Kompilation als vorzüglich und vergab 8,5 von zehn Punkten. Captain Chaos vom Onlinemagazin Vampster bezeichnete das Album wegen der kurzen Spielzeit als „Geldmacherei“, lobte dafür aber das „gelungene und sehr liebevolle Artwork“. Auch Lorenz von König vom Onlinemagazin Metalnews.de zeigte sich kritisch und bezeichnete die Kompilation als „Abzocke“.